# Partito Fascista Sammarinese
Die Partito Fascista Sammarinese war eine faschistische politische Partei in San Marino, die von 1922 bis 1943 bestand.

## Geschichte
Am 10. August 1922 wurde die Partei von Giuliano Gozi nach dem Vorbild der Partito Nazionale Fascista in Italien gegründet.

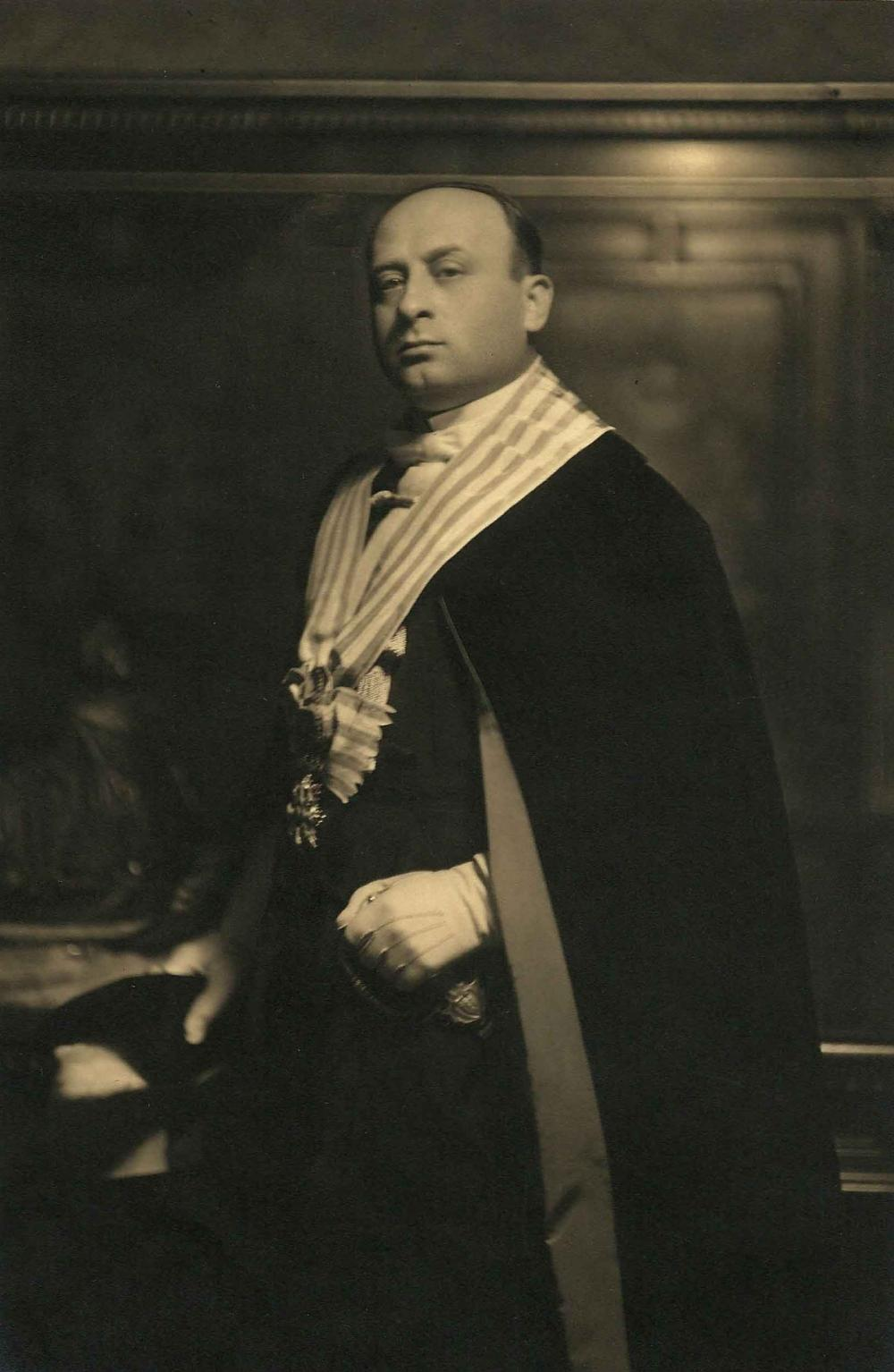
Giuliano Gozi als Capitano Reggente

Am 1. April 1923 traten die beiden ersten faschistischen Capitani Reggenti ihr Amt an, die faschistische Partei (Partito Fascista Sammarinese) stand bei den Wahlen am 4. April 1923 als einzige zur Wahl. Gozi war zwischen 1923 und 1942 immer wieder als Capitano Reggente im Amt und war – de facto – Führer des Staates. Die Republik stellte aber später trotz der Nähe zum italienischen Diktator Benito Mussolini keine Soldaten für das italienische Heer, und da sich die faschistische Regierung San Marinos der Neutralität verpflichtet sah, blieb die Republik im Zweiten Weltkrieg offiziell neutral. 1941/42 schafften es oppositionelle Kräfte erstmals wieder, ins Parlament einzuziehen, was dem antifaschistischen Widerstand Auftrieb verlieh.
Am 28. Juli 1943 löste sich die san-marinesische faschistische Partei auf – drei Tage nach dem Sturz Mussolinis. Nach der Befreiung Mussolinis („Unternehmen Eiche“) im September 1943 errichtete das Deutsche Reich in den von der Wehrmacht besetzten Gebieten Norditaliens einen Marionettenstaat, die „Republik von Salò“. Am 4. Januar 1944 wurde in der Folge in San Marino die Fascio Repubblicano di San Marino mit Giuliano Gozi an der Spitze gegründet. Sie war von der Partito Fascista Repubblicano Mussolinis abhängig und wurde am 20. September 1944 aufgelöst, als San Marino von den Briten besetzt wurde.